# 维克兰特号航空母舰 (R11)
維克蘭特號航空母艦（英語：INS VIKRANT）原是二戰時英國的皇家海軍的威嚴級航空母艦赫丘利斯號，1943年開工建造，後因為二戰結束而一度中斷工程，1957年由印度購得後重新開工並進行現代化改造，1961年完工並命名"維克蘭特號"，隨即裝備印度海軍。后来该舰名被印度第一艘国产航母維克蘭特號航空母艦 (IAC-I)沿用。

## 改造重點
在船頭加上一個蒸汽彈射器和斜向甲板，加入印度海軍後又進行過兩次現代化改造，1989年拆除了蒸汽彈射器改用海獵鷹戰機。

## 基本資料

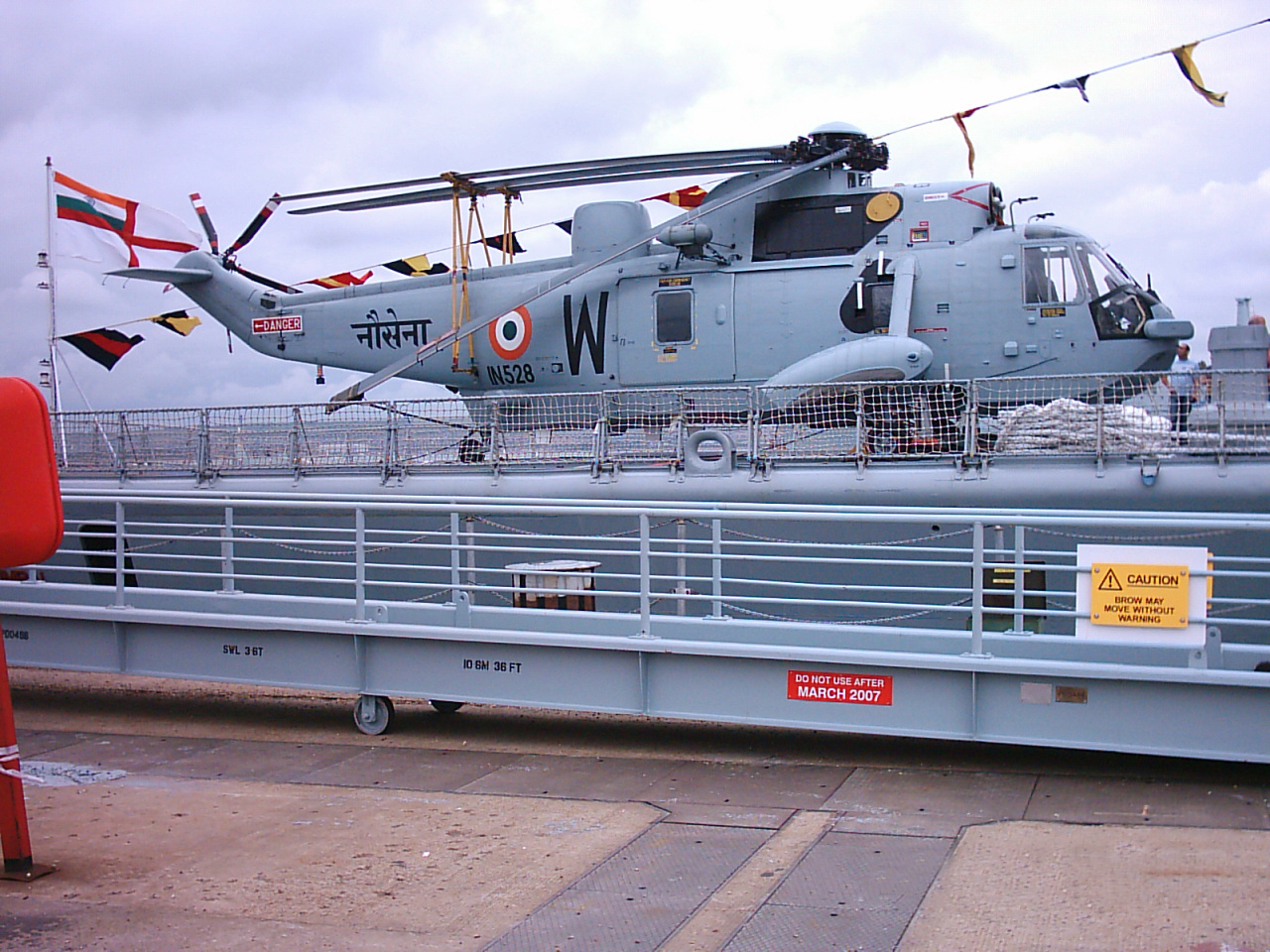
印度海軍的海王式直昇機

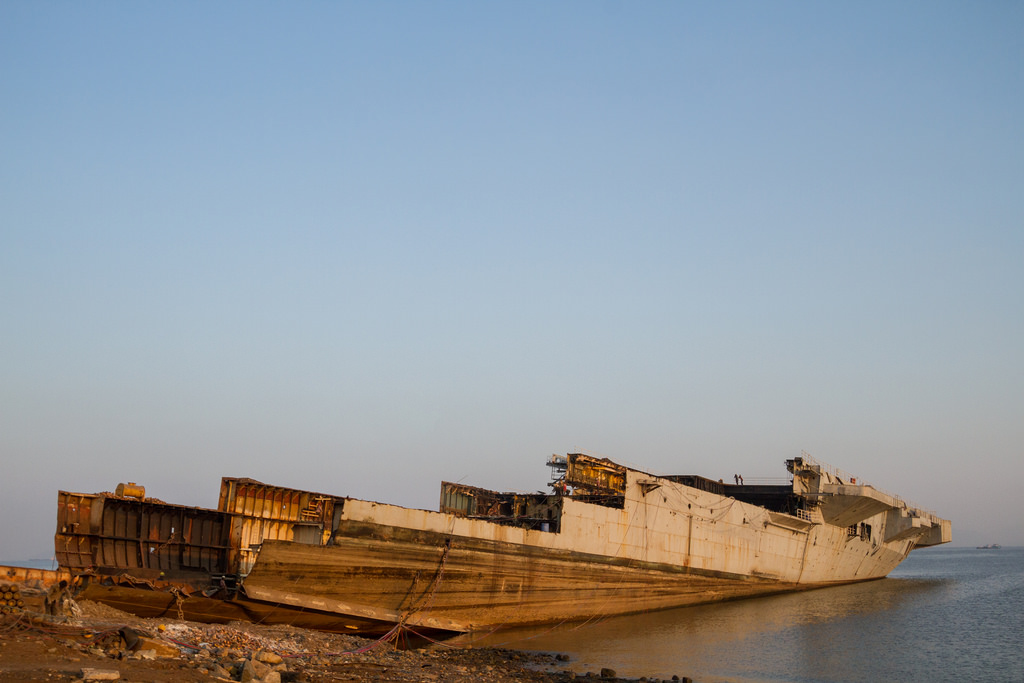
被拆解的维克兰特号航空母舰

- 全長:213.4米
- 水線長:192米
- 艦闊:24.4米
- 飛行甲板闊:39米
- 吃水:7.3米
- 基本排水量:16,000噸
- 滿載排水量:19,500噸
- 動力:2部總馬力40,000匹馬力蒸汽煱爐
- 最快航速:24.5節
- 武裝:7座40毫米口徑高射機炮
- 乘員:約1,075人
- 艦載機:6架反潛機+9架直昇機

## 艦載機

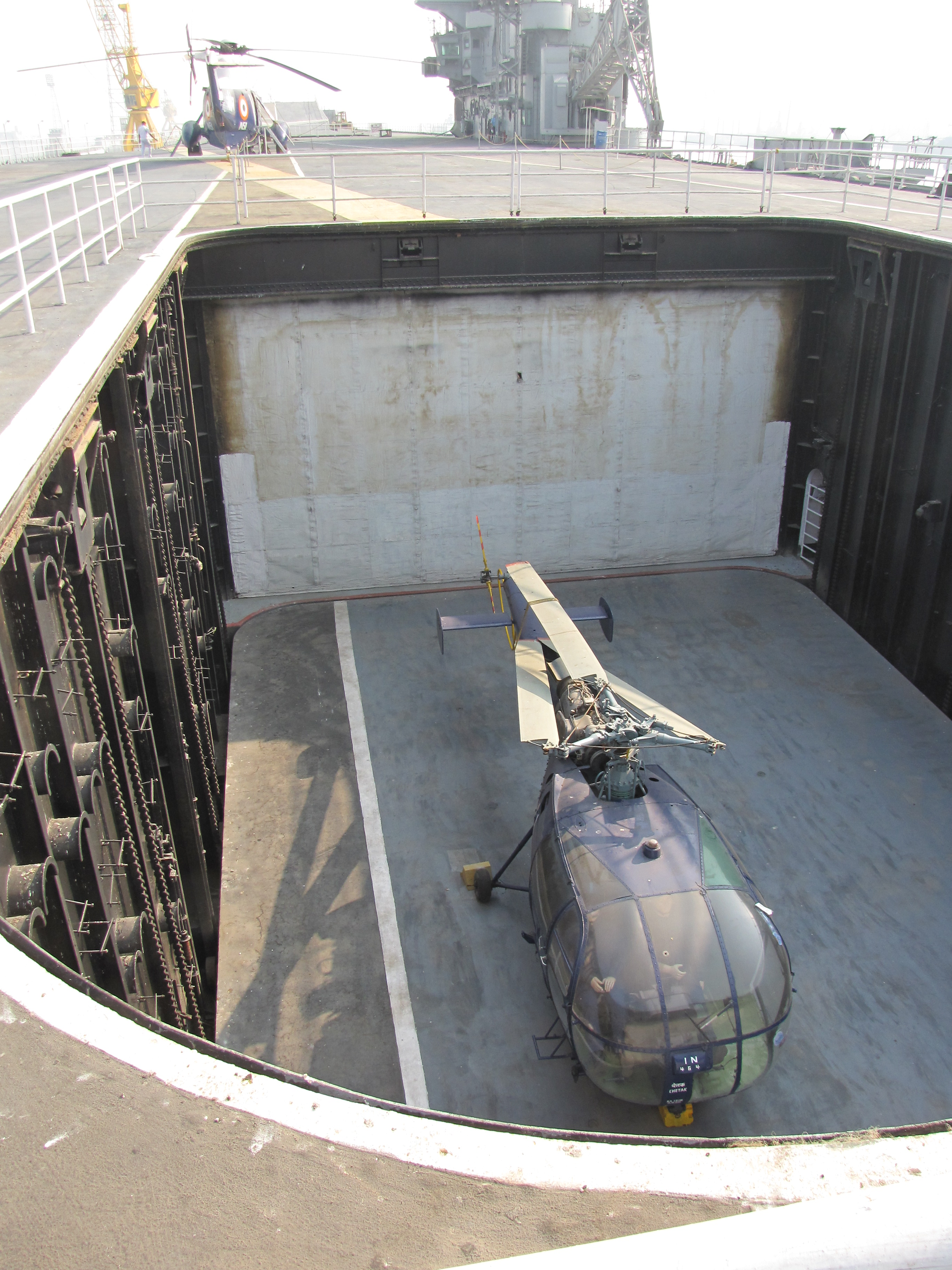
維克蘭特號航空母艦上的雲雀III型直升機

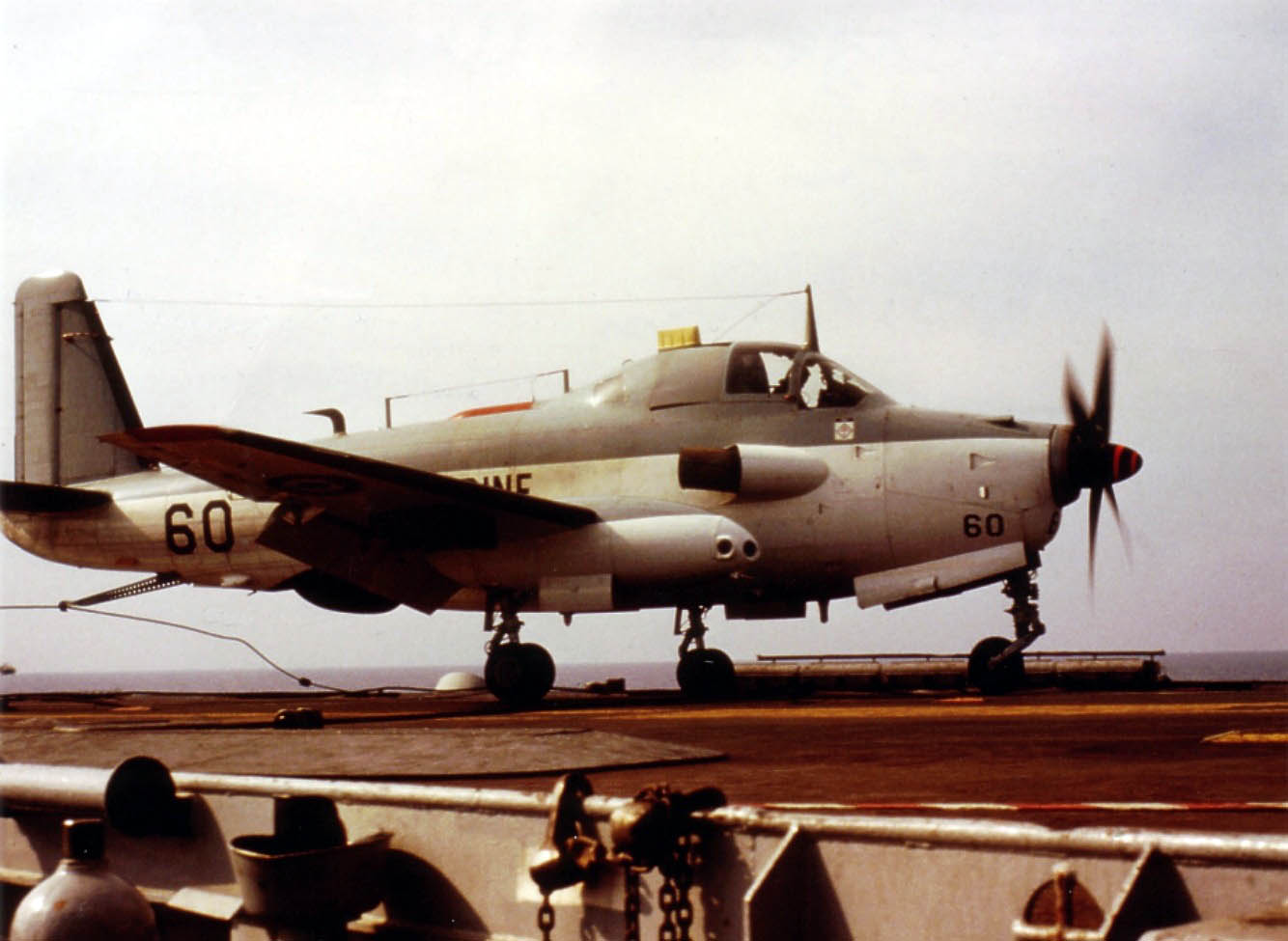
貿易風式反潛機

- 海鷹式戰鬥機
- 雲雀III型直升機
- SH-3海王直昇機
- 貿易風式反潛機

## 實戰
維克蘭特號曾參與1965年的第二次印巴戰爭和1971年的第三次印巴戰爭；於1997年宣告退役，退役後曾一度改裝成孟買的一間海事博物館，但後來於2014年被拆解報廢。